# XM800
Armored Reconnaissance Scout Vehicle (сокр. ARSV, с англ. — «бронированная боевая разведывательная машина», войсковой индекс — XM800) — программа по разработке на конкурсной основе боевых разведывательных машин для Армии США, проводившаяся в 1970-х годах.

## Описание
Представляла собой одну из серии бронемашин с улучшенными боевыми возможностями, разрабатывавшихся армией для замены бронетранспортёров М113 и М114. Если программа en:MICV-65 концентрировалась на машинах для транспортировке войск, то сформулированные самостоятельные требования к разведывательной машине привели к появлению XM800. Ни одна из машин программы MICV-65 так и не была выпущена серийно, но ценный опыт, полученный в ходе разработки, был использован при создании БМП и БРМ M2 Bradley.

## Конкурс
Обеспечение разведывательных подразделений бронированными средствами подвижности долгое время было проблемным вопросом для американского военного руководства, поскольку между танками и бронетранспортёрами была зияющая ниша, фактически ничем не заполненная, делались попытки приспособить имеющиеся бронетранспортёры M113 и другие образцы бронетехники под выполнение разведывательных задач, проблема же, однако, заключалась в том, что на них было весьма проблематично смонтировать разведывательную аппаратуру и ночные/всепогодные смотровые приборы, а по стоимости создание БРМ на основе уже имеющихся серийных моделей бронетехники было дороже, чем создание новой машины специально спроектированной и оборудованной для этих целей. Впервые проект гусеничной боевой разведывательной машины под названием ARSV был представлен производившей M113 корпорацией FMC на рассмотрение армейских чинов в сентябре 1969 года, армейские специалисты, рассмотрев предложенный проект, пришли к заключению, что он не удовлетворяет требованиям к потенциально необходимой боевой машине, после чего инженеры FMC полностью переработали предложенный ими ранее проект под заданные требования и представили его в январе 1970 года одновременно с функциональным габаритным макетом для эргономических испытаний в армейских исследовательских лабораториях, но поскольку он был разработан в инициативном порядке, ему требовалось пройти этап конкурсного отбора, превзойдя аналогичные проекты других компаний.
15 октября 1971 года Автобронетанковым управлением Армии США было объявлено о сборе заявок с предложениями на новую боевую разведывательную машину от компаний военной промышленности. Перспективную боевую машину тогда называли просто «Скаут» (англ. Scout, «разведчик»). Машина должна была иметь экипаж в составе трёх человек: командир машины, водитель и наводчик автоматической пушки, при этом командир одновременно выполнял функции радиста, оператора разведывательной аппаратуры и пулемётчика расположенного снаружи башни зенитного пулемёта. Организационно, БРМ «Скаут» предполагалось сводить в разведывательные взводы при мотопехотных и танковых частях, а также применять в качестве основной боевой машины в штате бронекавалерийских полков. 28 января 1972 года, в день подачи заявок, было получено шесть аванпроектов с технической документацией от танкостроительных компаний, включая Ford Motor Co. (Дирборн, Мичиган), Lockheed Missiles & Space Company (Саннивейл, Калифорния), Teledyne CAE (Толидо, Огайо), FMC Defense Equipment Group (Сан-Хосе, Калифорния), Chrysler Corp. (Сентерлайн, Мичиган) и Consolidated Diesel Electric Corp. (Олд-Гринвич, Коннектикут). Эти шесть проектов представляли собой три колёсных машины и три гусеничных.
|                   |                   |                   |                     |                     |
| колёсные варианты | колёсные варианты | колёсные варианты | гусеничные варианты | гусеничные варианты |

Каждое из двух предложенных вариантов шасси имело свои преимущества. Колёсная машина была более надёжной, простой в эксплуатации и ремонте, экономичной в плане расхода топлива на километр пути, тихоходной и быстроходной при меньшей боевой массе, в то время как гусеничная, безоговорочно уступая колёсной во всём вышеназванном, обеспечивала бо́льшую маневренность и проходимость в условиях сложнопересечённой местности. При этом обе отвечали требованиям аэротранспортабельности и плавучести, позволявшей форсировать водные преграды с ходу без подготовки, что было продиктовано их предполагаемой практикой боевого применения в тылу противника, которая исключала возможность наведения понтонных переправ. Все предложенные на конкурс концепт-проекты были по-своему интересны армейским чинам, выступавшим в роли жюри. Машины Ford, Lockheed и CONDEC имели колёсное шасси, в то время как прототипы FMC, Chrysler и Teledyne гусеничное. 23 мая 1972 года были определены финалисты, с которыми были заключены контракты на проведение опытно-конструкторских работ ($12,85 млн для Lockheed и $13,35 млн для FMC). В финал конкурса вышли две различные конструкции бронированной машины под индексом XM800 — необычная сочленённая колёсная бронемашина XM800W («W» от wheeled, «колёсный») корпорации Lockheed с колёсной формулой 6×6, турбодизельным двигателем Detroit Diesel 6V53T и трансмиссией Allison (модифицированная под военные требования трансмиссия для грузовиков), и гусеничный вариант БРМ XM800T («T» от tracked, «гусеничный») корпорации FMC с турбодизельным двигателем Detroit Diesel 6V53, трансмиссией Allison X-200 Cross Drive, стабилизацией вооружения от General Electric и дневным/ночным прицельными приспособлениями от Delco (Allison, Delco и Detroit Diesel являлись подразделениями General Motors). Обе модели первоначально оснащались однотипной башней с 20-мм автоматической пушкой в качестве основного вооружения Hispano-Suiza HS 820, выпускавшейся в США под обозначением M139, а также пулемётом M60 на шкворневой установке. Основным отличием корпуса машин Ford и Lockheed было то, что последняя реализовала двухзвенную сочленённую схему с башней ближе к корме в то время как первая имела цельный штампованно-сварной кузов с башней ближе к лобовой части. Прототип Lockheed имел уникальную двухдвигательную установку с воздушным охлаждением: один двигатель в передней секции и один в кормовой с боевым отделением посередине между ними, в то время как прототип Ford имел заднемоторную компоновку моторно-трансмиссионной группы с боевым отделением впереди. Прототип Lockheed был разработан в двух вариантах: 1) безбашенный вариант (XM808 Twister) с 6 смотровыми щелями-бойницами и 6 смотровыми окнами водителя и командира, с узлом крепления под крупнокалиберный пулемёт типа M2 перед башенкой пулемётчика, оборудованной панорамным смотровым прибором с круговым обзором местности, 2) башенный вариант (XM800W) был оборудован M60 на станке. Прототип Ford был башенным и имел узел крепления у командирской башенки под танковый вариант единого пулемёта FN MAG или его аналоги. Место водителя на прототипе Ford размещалось строго посередине машины, его смотровой прибор с панорамным обзором находился под стыком башни с корпусом. Все три прототипа были амфибийными, мореходные качества и скорость на плаву отличались.
Пушка M139 была выбрана для всех проектов MICV. XM800W был позже оснащён новой башней[противоречие], под ту же пушку M139, но со сдвижной крышкой верхнего люка, использовавшейся в качестве щитка от огня в открытом положении. Экипаж обеих машин был одинаковый — три человека (командир, наводчик, водитель).

## Испытания
Прототипы безбашенного варианта XM808 были представлены на армейские испытания в 1970 году и завершили испытания в 1971 году.
Прототип Ford прошёл испытания в 1972 году на заболоченных участках Абердинского танкового полигона, показав среднюю скорость 97 км/ч по шоссе и способность преодолевать заболоченную и затопленную местность благодаря своим специфическим шинам. Первый роллаут опытных прототипов Lockheed и FMC состоялся в мае 1973 года, через год после заключения контрактов. До начала государственных испытаний в ноябре 1973 года эти машины уже имели пробег по 6 тыс. миль. В марте 1974 года армия запрашивала у Конгресса средства для закупки до 3500 машин. Стоимость серийного образца БРМ оценивалась в $141 тыс. (в ценах 1972 года), в апреле 1974 года Министерство обороны скорректировало оборонный заказ в сторону снижения, предполагая закупить 1147 машин с максимальными темпами производства 55 в месяц.
XM808 Twister имел транспортную модификацию — грузовик повышенной проходимости Dragon Wagon с колёсной формулой 8×8, который производился на заводе корпорации Oshkosh Truck Corp.

## Список литературы
- TACOM Seeks New Reconnaissance Vehicle With 2 Contracts Totaling $26 Million (макеты предложенных машин на стадии проектирования)
- Jane’s World Armoured Fighting Vehicles, 1976.
- XM800 Armored Reconnaissance Scout Vehicle на сайте globalsecurity.org